# Teatre Laboratori

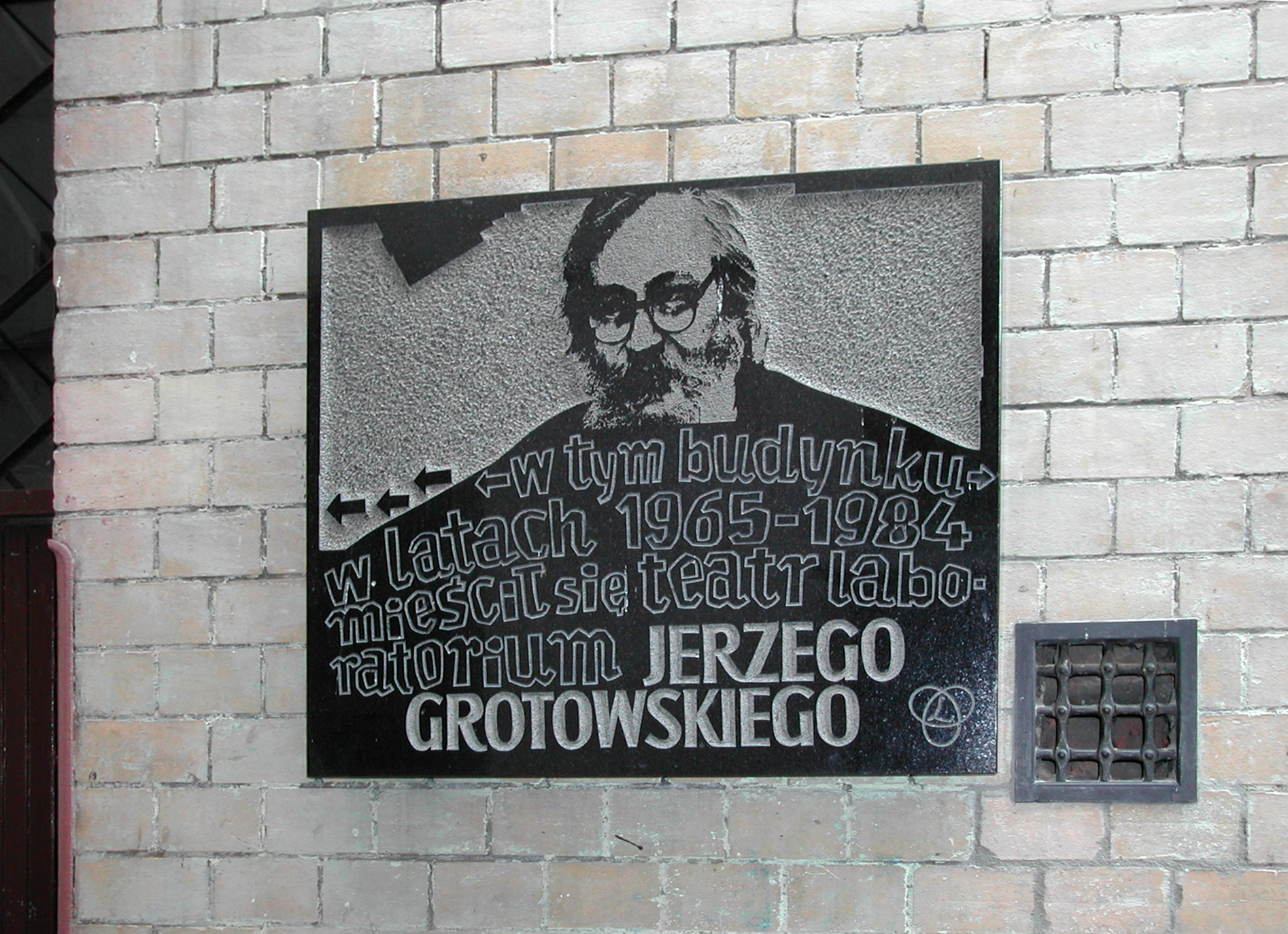
Placa a Grotowski i el seu Teatre laboratori

Teatre laboratori (en polonès, Teatr Laboratorium) va ser una companyia de teatre polonesa fundada en 1959 per Jerzy Grotowski i Ludwik Flaszen. Tenia residència al Teatre de 13 files (Teatre-Laboratori 13 Rzedów) d'Opole, que dirigia Grotowski. Va començar com una companyia d'actors molt joves i inexperimentats, a un teatre petit de la Polònia soviètica, per a finals dels anys 60 ser descobert i aclamat per la crítica internacional.
Des de 1966 el Teatre Laboratori s'ha presentat a Líban, Iran, Austràlia, Estats Units, Mèxic i molts països europeus. Des de 1973, s'hi van dur a terme diversos tallers per a programes artístics i d'investigació. El 1981 es va presentar l'última obra de teatre conjunta de la companyia. L'equip es va dissoldre en 1984 per decisió dels seus membres, que sentien que havien deixat d'existir com a grup cohesionat.
L'actor més important de la companyia és Ryszard Cieslak.

## Història
El 1959 es va fundar a Opole el Teatre Laboratori amb un grup de vuit joves actors, Grotowski com a director artístic i Flaszen com a director dramàtic. La recerca teatral en aquesta època gira al voltant de l’actor i la seva comunicació amb el director. Algunes de les produccions més importants d’aquesta companyia va ser l’Orfeu de Jean Cocteau; Shakuntala, obra basada en un text de Kalidasa; Dziady (Els avantpassats d’Eva) d'Adam Mickiewicz.
Acropolis de Stanisaw Wyspiaski va ser la primera obra de Grotowski que s’ajustava completament al nou concepte del Teatre Pobre. Els actors de la companyia, que representaven presoners d’un camp de concentraci,) van construir l'estructura d’un crematori al voltant del públic mentre representaven històries de la Bíblia i de la mitologia grega. Aquesta obra va tenir un especial ressò a Opole perquè es troba a seixanta quilòmetre de distància d'Auschwitz.
El 1964 es va estrenar La tràgica història del doctor Faust, basada en el drama isabelí de Christopher Marlowe, amb l'actor Zbigniew Cynkutis com a protagonista. Com ja ho havia fet abans Grotowski va fer que els cossos dels actors representessin els objectes. Els espectadors en aquest espectacle prenien el rol dels convidats de l’últim sopar de Faust i l’acció es desenvolupava al voltant de la taula on estaven asseguts.
El 1965 va canviar el nom del teatre per, Teatre Laboratori. Més tard es traslladaria a la ciutat de Wrocław. El principal objectiu era el de la investigació i l’adaptació de textos clàssics. Pel que fa a la recerca teatral Grotowski arriba a la conclusió que el teatre és un instrument per conèixer.
Entre el 1966 i el 1967 la companyia va produir El príncep Constant. S’ha considerat una de les grans obres del segle xx. L’obra partia del text de Calderón de la Barca i pretenia reformular la Passió de Crist. L’actor Ryszard Cieslak va ser-ne el protagonista. Grotowski com a director volia la màxima autenticitat possible i va portar al límit del dolor el treball dels seus actors.
L’última obra que va dirigir Grotowski va ser Apocalypsis cum figuris el 1969. En aquesta ocasió Grotowski va utilitzar textos de la Bíblia i els va combinar amb obres d’autors contemporanis com T.S. Eliot i Simone Weil. La preparació d’aquest projecte es va fer durant tres anys, en els quals Grotowski va anar abandonant el teatre més convencional per interessar-se pel que s’anomenaria, més endavant, l’art com a presentació. És el primer espectacle de l’anomenat teatre pobre.
El Teatre Laboratori va tancar les portes el 31 d’agost de 1984, però Grotowski va continuar exercint com a pedagog dels seus mètodes d’ensenyament experimental arreu del món.